# Alan Thicke
Pour les articles homonymes, voir Thicke et Jeffrey.
Alan Thicke, né Alan Willis Jeffrey le 1er mars 1947 à Kirkland Lake en Ontario (Canada) et mort le 13 décembre 2016 à Burbank en Californie (États-Unis), est un acteur, compositeur, producteur et scénariste canadien.

## Biographie
Sa mère Jeanne Jeffrey est infirmière, et son père William Jeffrey, courtier en valeurs mobilières. Sa mère se marie plus tard avec Brian Thicke, un physicien. En 1965, il reçoit le diplôme de la Elliot Lake Secondary School. Il poursuit ses études à l'University of Western Ontario, où il rejoint la fraternité Delta Upsilon.
Alan Thicke est marié une première fois avec l'actrice Gloria Loring (Des jours et des vies) de 1970 à 1983. Ils ont deux fils, Brennan, né en 1974 et Robin Thicke, chanteur, compositeur et producteur américano-canadien, né le 10 mars 1977.
Son second mariage est avec la lauréate du concours Miss Monde 1990, Gina Tolleson, de 1994 à 1999. Avec elle, il a un troisième fils, Carter William, né le 10 juillet 1997. Il est marié à Tanya Callau à partir de 2005. Il est un fervent amateur de hockey sur glace et de baseball.
Il tient le rôle de Jason Seaver dans la série télévisée Quoi de neuf docteur ? de 1985 à 1992.
Alan Thicke participe également, dans son propre rôle, à la série télévisée How I Met Your Mother et à This is us.
Il meurt d'une crise cardiaque le 13 décembre 2016 à Burbank, en Californie, alors qu'il jouait au hockey avec son fils Carter William.

## Filmographie

### Acteur

#### Cinéma
- 1983 : Copper Mountain : Jackson Reach
- 1991 : Newman (And You Thought Your Parents Were Weird) de Tony Cookson : Matthew Carson / voix de Newman
- 1993 : Stepmonster (en) : George Dougherty
- 1993 : Betrayal of the Dove : Jack West
- 1995 : Open Season : Xanex
- 1996 : Demolition High : Slater
- 1998 : Anarchy TV : Reverend Wright
- 2000 : Mon amie Masha (Bear with Me)
- 2001 : Xin shi zi jie tou : Steve
- 2003 : Hollywood North : Peter Casey
- 2003 : Carolina : Perfect Date host
- 2004 : Fashion Maman (Raising Helen) : Hockey Cantor
- 2004 : Childstar : J.R.
- 2005 : The Surfer King : Pipeman
- 2006 : Alpha Dog : Douglas Holden
- 2017 : the clapper : lui-même

#### Télévision
- 1969 : It's Our Stuff (série télévisée) : Regular
- 1969 : Time for Living (série télévisée) : Regular
- 1971 : The Point (télévision) : Narrator / Father (third telecast)
- 1974 : Jack: A Flash Fantasy (télévision) : Jack of Diamonds
- 1980 : The Alan Thicke Show (série télévisée) : Host
- 1984 : Calendrier sanglant (en) (Calendar Girl Murders) (télévision) : Alan Conti
- 1985-1992 : Quoi de neuf docteur ? (Growing Pains) : Dr Jason Seaver
- 1986 : Perry Mason: The Case of the Shooting Star (télévision) : Steve Carr
- 1987 : Hitting Home (télévision) : Conrad Vaughan
- 1987 : Not Quite Human (télévision) : Dr. Jonas Carson
- 1988 : 14 Going on 30 (télévision) : The real Forndexter
- 1988 : Le Bal de l'école (télévision) : Jack Lefcourt
- 1989 : Not Quite Human II (télévision) : Dr. Jonas Carson
- 1990 : Jury Duty: The Comedy (télévision) : Phil Beckman
- 1992 : The Trial of Red Riding Hood (télévision) : The Wolf
- 1992 : Travelquest (série télévisée) : Host
- 1992 : Still Not Quite Human (télévision) : Dr. Jonas Carson / Bonus
- 1993 : Rubdown (en) de Stuart Cooper (télévision) : Raymond Holliman
- 1994 : Lamb Chop and the Haunted Studio (télévision) : Alan
- 1994 : TV's Funniest Families (télévision) : Host
- 1995 : Hope & Gloria (série télévisée) : Dennis Dupree
- 1995 : Lamb Chop's Special Chanukah (télévision) : Alan
- 1995 : Mariés, deux enfants Saison 10 Episode 22 - Tom Et Kelly (Enemies) (télévision) : Henry
- 1996 : Windsor Protocol (télévision) : Senator Joplin Hardy
- 1996 : Shari's Passover Surprise (télévision) : Alan
- 1996 : Le Poids du secret (The Secret She Carried) (télévision) : Mr. Epperson, Mitch's Boss
- 1996 : Mariés, deux enfants Saison 11 Episodes 15 et 16 - Divorce à La Bundy - 2e et 3e Partie (Breaking up is Easy to Do - Part 2) (télévision) : Bruce
- 1997 : L'Ombre de l'ours (Shadow of the Bear) (télévision) : William Andrich
- 1997 : La Course à l'otage (Any Place But Home) (télévision) : August Danforth
- 1998 : Thunder Point (télévision) : Joplin Hardy
- 1998 : Casper et Wendy (Casper Meets Wendy) (télévision) : Game Announcer
- 1999 : Two of Hearts (télévision) : Hank Powers
- 1999 : Animals Are People Too! (série télévisée) : Host
- 1999 : All New 3's a Crowd (série télévisée) : Host
- 2000 : Ice Angel (télévision) : Coach Parker
- 2000 : The Growing Pains Movie (télévision) : Jason Seaver
- 2001 : Animal Miracles (série télévisée) : Host
- 2001 : 5th Annual Prism Awards (télévision) : Presenter
- 2004 : Growing Pains: Return of the Seavers (télévision) : Dr. Jason Seaver
- 2006 : Celebrity Cooking Showdown (feuilleton TV) : Host
- 2009 : How I Met Your Mother (série télévisée) : lui-même
- 2015 : Un petit cadeau du Père Noël (télévision) : Mr. Pierce
- 2015 : Scream Queens (série télévisée) : Mr. Tad Radwell (saison 1, épisode 10)
- 2016 : This Is Us (série télévisée) : lui-même (saison 1, épisode 1)
- 2016 : La Fête à la maison : 20 ans après (série télévisée) : Mike (saison 2, épisode 2)
- 2016 : Stop the Wedding (télévision) : Sean Castleberry

### Compositeur
- 1977 : The Richard Pryor Special? (télévision)
- 1974 : Celebrity Sweepstakes (série télévisée)
- 1975 : The Diamond Head Game (série télévisée)
- 1976 : Stumpers! (série télévisée)
- 1978 : Arnold et Willy ("Diff'rent Strokes") (série télévisée)

### Scénariste
- 1976 : The Paul Lynde Halloween Special (télévision)
- 1977 : The Barry Manilow Special (télévision)
- 2000 : The Growing Pains Movie (télévision)

### Producteur
- 1973 : The Wizard of Odds (série télévisée)
- 1977 : The René Simard Show (série télévisée)
- 1977 : Fernwood 2Nite (série télévisée)
- 1978 : America 2-Night (série télévisée)